# 수지초등학교 (전북)
수지초등학교는 대한민국 전북특별자치도 남원시 수지면 호곡리에 있는 공립 초등학교이다.

## 학교 연혁
- 1923년 5월 23일 수지공립보통학교 설립인가
- 1938년 4월 1일 수지공립심상소학교로 개칭[1]
- 1941년 4월 1일 수지공립국민학교로 개칭[2]
- 1991년 3월 1일 고평분교 통폐합
- 1993년 3월 1일 수지남국민학교 통폐합
- 1996년 3월 1일 수지초등학교로 개칭[3]
- 2019년 9월 1일 제30대 선정남 교장 부임
- 2021년 2월 5일 제94회 졸업식(5명 졸업, 졸업 총 인원 4,548명)
- 2021년 3월 2일 초등학교 6학급 23명, 유치원 1학급 10명 편성

## 참고 자료
- 수지초등학교 - 한국교육학술정보원 학교알리미